# 大膽島
大膽島，原名大擔山、大擔門、大擔、大擔島，隸屬於中華民國金門縣烈嶼鄉，為中國福建省外海島嶼，位於烈嶼島之西南方，距離金門島約12公里，距離廈門島約4.4公里，與相距約800公尺的二膽島有「前線中的前線、離島中的離島」之稱。
目前，島上仍有中華民國國軍部隊駐防，海巡署與警政署警力協防。2019年3月1日，大膽島正式開放登島觀光，每天最多接受150名遊客，但陸籍及港、澳人士不受理登島申請。
厦门旅游业者亦有组织海上看金门项目，从厦门乘坐游船从海上远眺大胆岛。

## 歷史

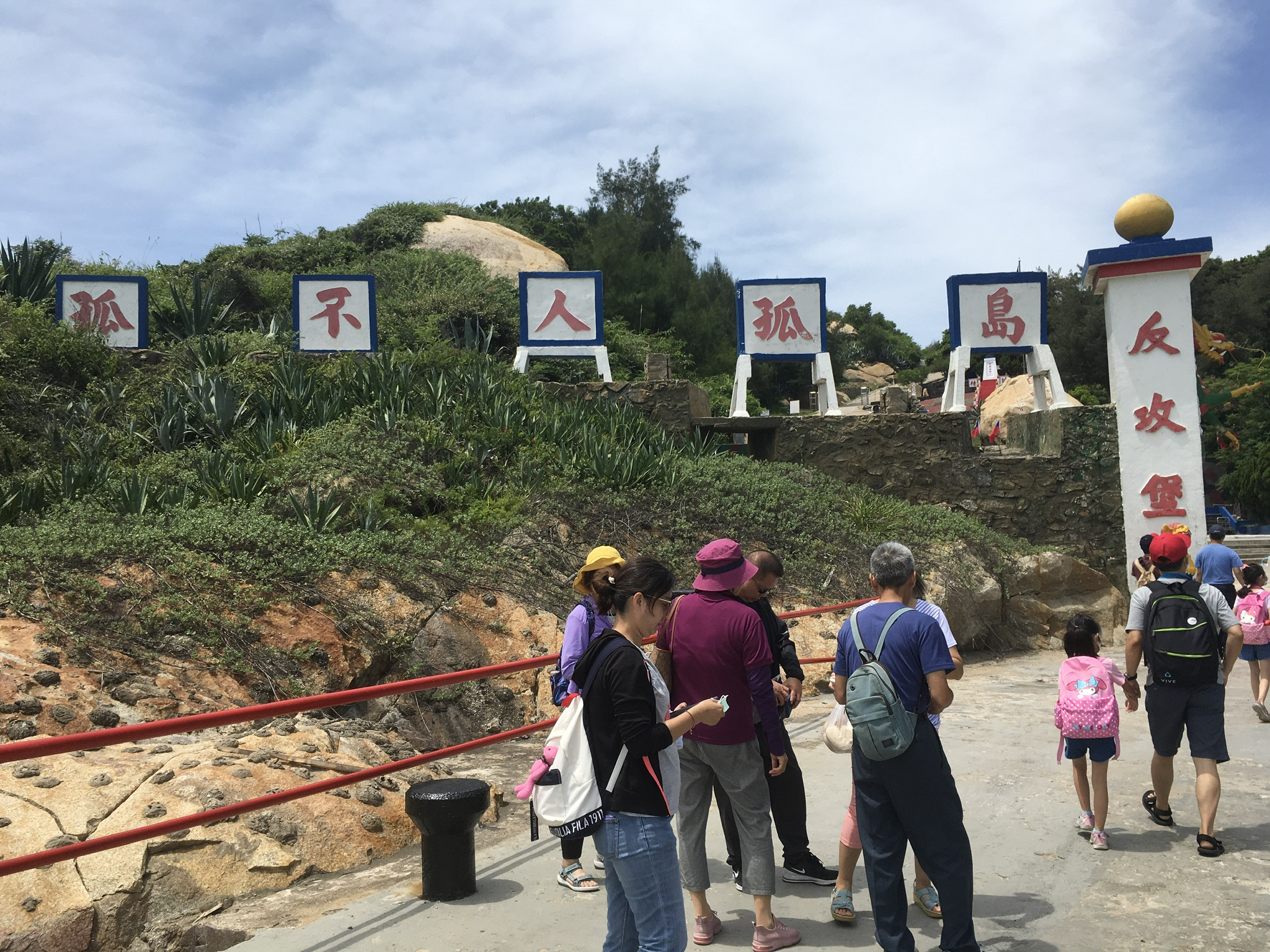
島孤人不孤

1802年（嘉慶七年），海盜蔡牽集團曾率船隊攻擊廈門海口的大、小擔山，並登岸奪炮。
1950年7月26日，第一次大膽島戰役爆發，中華民國國軍獲勝。1951年，蔣經國至大擔島巡視時，將該島易名為“大膽島”。
1958年8月23日，發生的「八二三砲戰」；8月26日，第二次大膽島戰役爆發，大膽、二膽島即落下超過十萬發的砲彈。
2013年9月，行政院密令大、二膽島上的200名駐防官兵撤軍，改由警政署、海巡署40名警力駐管，以因應移交給金門縣政府、即將開放的登島觀光。

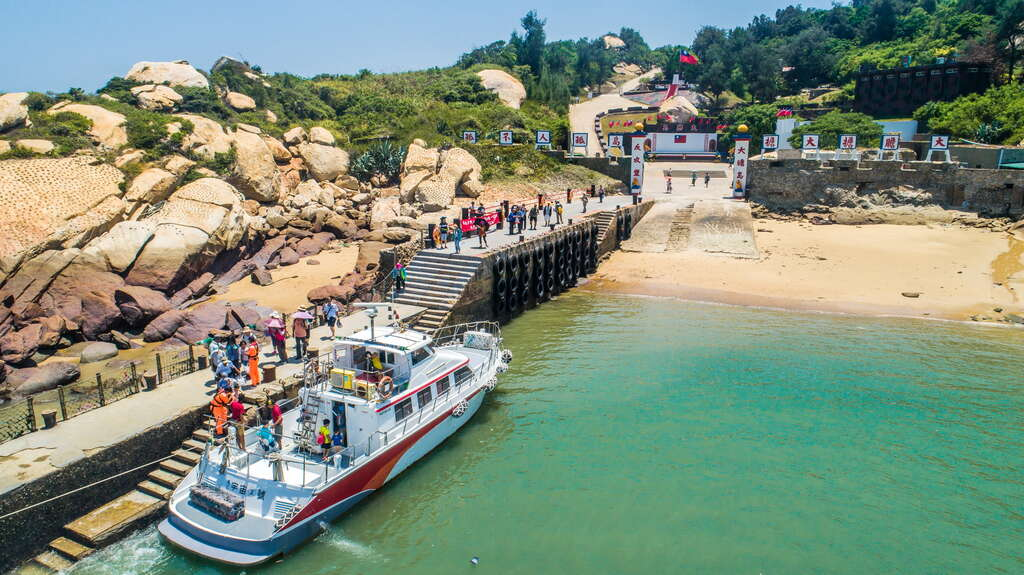
大膽島港口

2013年11月，政策逆轉，因顧及到中華民國的國家安全，中華民國行政院取消大膽島及二膽島的全面撤軍行動。但仍降低駐軍人數，並由海巡署與警政署警力協防以因應開放登島觀光。
2019年3月1日，大膽島正式開放登島觀光。受到軍用碼頭及潮汐限制，每天最多只受理150名遊客登島，且中國大陸及香港、澳門人士不得申请登岛。

## 地形
全島面積為0.79平方公里，南北均有小高地，中央由一條沙灘連接。全島最高為南山，海拔高度為98公尺。

## 景點

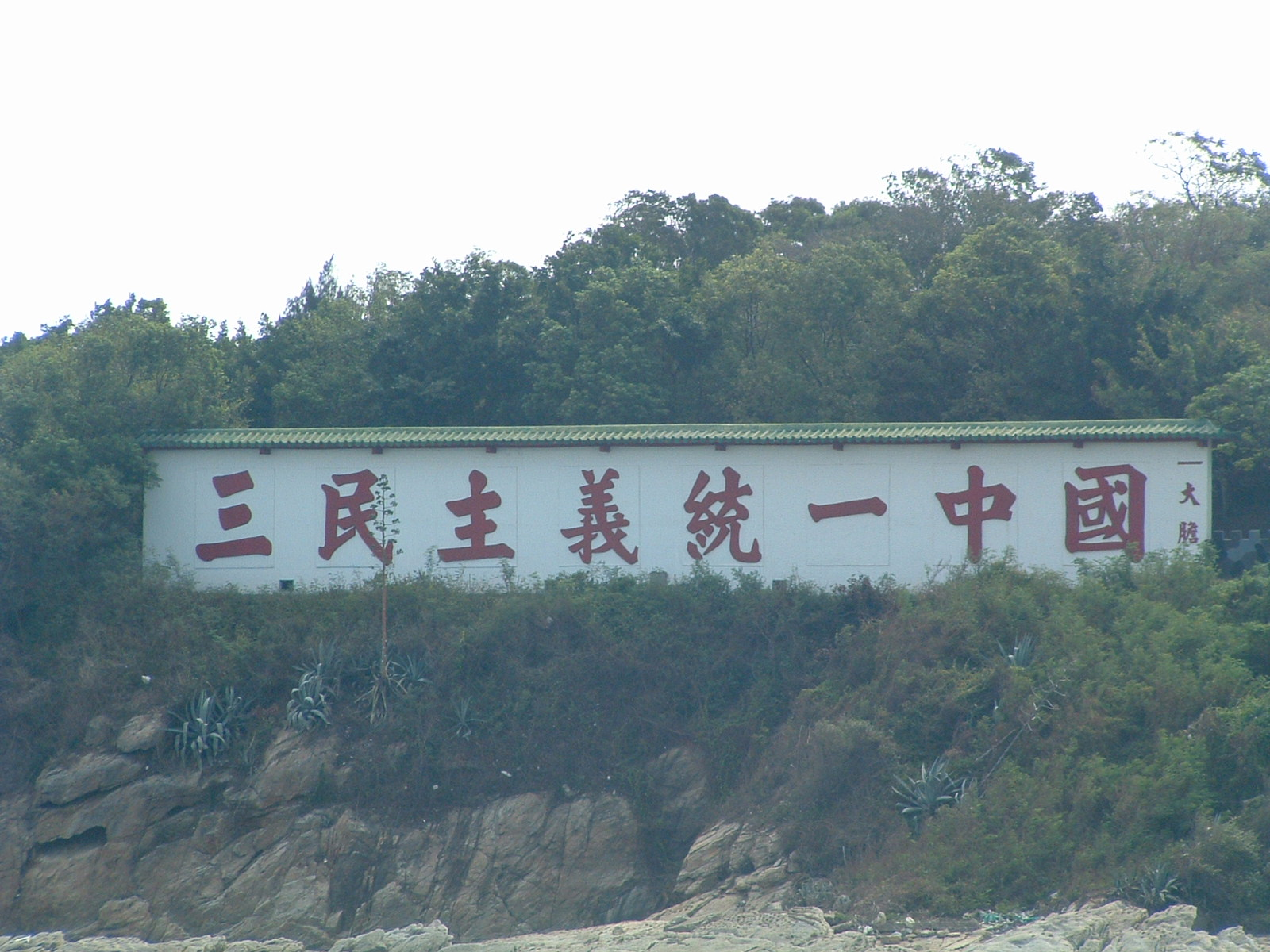
大膽島上著名的「三民主義統一中國」心戰牆：1986年8月由金防部司令趙萬富上將令烈嶼師長龔力少將興建，翌年二人同因三七事件去職。

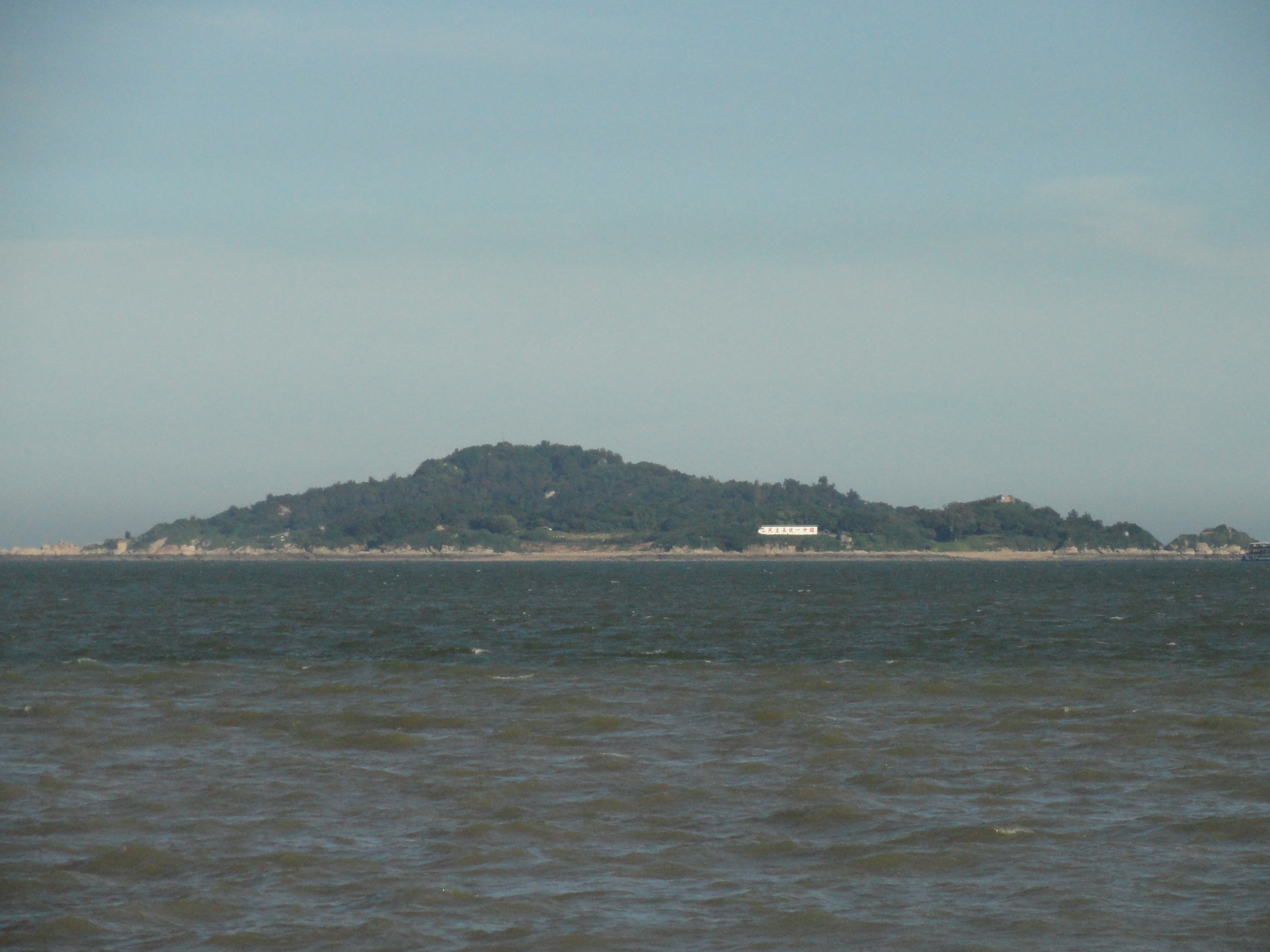
在厦门环岛路遥望金门大胆岛

- 大膽燈塔：位於南山，和東引燈塔同時建造，但在八二三砲戰已遭共軍砲擊摧毀，如今只剩下底座
- 大膽寺：位於南山，北山的是北安寺
- 三民主義統一中國「心戰牆」：位於北山。
- 「島孤人不孤」石碑：位在南山的經國先生人像公園，另外還有一個規模比較小的，那是原本的石碑，位在南山的高賓屋下方
- 明威公園：位在中14據點附近，正面對二膽島，紀念清朝明威將軍。
- 「神泉茶坊」：位在北山
- 「神雞墓」：位在北山，在北安寺之前

金門縣政府曾經考慮興建本島與二膽島間連結的空中纜車。